# Джузеппе Амброзіно
Джузеппе Амброзіно (італ. Giuseppe Ambrosino; нар. 10 вересня 2003, Прочида) — італійський футболіст, центральний нападник клубу «Наполі». На правах оренди грає за «Комо».

## Клубна кар'єра
Томмазо Бальданці розпочав займатись футболом у клубі «Прочида» з однойменного рідного міста, звідки 2013 року потрапив до академії «Наполі».

## Кар'єра у збірній
За збірну Італії до 19 років Амброзіно дебютував 9 лютого 2022 року у товариському матчі проти Туреччини (1:0). З командою брав участь у юнацькому чемпіонаті Європи 2022 року у Словаччині, де зіграв у всіх чотирьох іграх і забив переможний гол у матчі групового етапу проти Словаччини (1:0), дійшовши з командою до півфіналу і був включений до символічної збірної турніру.